# Melanophthalma rothschildi
Melanophthalma rothschildi is een keversoort uit de familie schimmelkevers (Latridiidae). De wetenschappelijke naam van de soort werd in 1908 gepubliceerd door Maurice Pic.